# Belonidium melatephroides
Belonidium melatephroides är en svampart som beskrevs av Rehm. Belonidium melatephroides ingår i släktet Belonidium och familjen Hyaloscyphaceae.   Inga underarter finns listade i Catalogue of Life.